# Gyton Grantley
Gyton Grantley (né en juillet 1980 à Queensland), est un acteur australien. Il est surtout connu pour le rôle du meurtrier et trafiquant de drogue Carl Williams, dans la série télévisée à succès Underbelly, pour lequel il a remporté en 2009 un Logie Award, et en 2008 un AFI Award (la plupart des acteurs de la série ont remporté ce prix).
Au théâtre, Gyton Grantley va jouer en octobre 2011 le rôle de Ruben Guthrie dans la pièce Brendan Cowell's à « La Boite Theatre », dirigé par David Berthold.

## Biographie
Il a fréquenté l'école Anglican Church Grammar School en 1997, à Queensland. Au lycée, Gyton participait à toutes les activités scolaires, y compris l'aviron, le rugby, et la natation, il faisait également de l'art dramatique.
Il est diplômé de QUT Creative Industries en cinéma et télévision, et également de l'université No Walls.

## Carrière

### Télévision
Grantley a commencé sa carrière à la télévision en 2003, avec la série Fat Cow Motel. Au cours des deux prochaines années, il a eu des rôles dans les mini-séries suivantes : Marking Time, Small Claims et The Cooks. Durant les étés 2005 et 2006, il a eu un rôle dans la série headLand. En 2006, Gyton avait un petit rôle dans la série Supernova, diffusé sur Foxtel, et en 2007, il a eu un rôle dans l'épisode 10 de Summer Bay.
En 2008, il rejoint la série télévisée à succès Underbelly.
- En 2009, il joue dans les séries :30 Seconds et East West 101 (saison 2).
- 2008 : Out of the Blue ; Alex
- 2008 : Underbelly ; Carl Williams
- 2007 : Summer Bay ; James Dalton
- 2006 : Supernova ; Jeff
- 2005 : headLand ; Dane Pickerstaff
- 2004 : The Cooks ; Joe
- 2004 - 2006 : Small Claims ; Brett Michaels
- 2003 : Marking Time ; Shane Sheather
- 2003 : Fat Cow Motel ; Gary Walpole

### Films
- 2015 : Haute Couture (The Dressmaker) de Jocelyn Moorhouse : Barney McSwiney
- 2011 : The Forgotten Men (court métrage) ; Le sculpteur sur bois
- 2011 : The Maestro (court métrage) ; Le Maestro
- 2011 : Everything Is Super (court métrage) ; L'ombre
- 2010 : The Reef ; Matt
- 2010 : Commandos de l'ombre ; Norman Morris
- 2008 : Being Carl Williams ; Lui-même
- 2009 : Conspiration (Balibo) ; Gary Cunningham
- 2007 : All My Friends Are Leaving Brisbane ; Jake
- 2004 : A Man's Gotta Do ; Dominic
- 2004 : Under the Radar ; Trent
- 2003 : Danny Deckchair ; Stuey
- 2003 : Swimming Upstream ; Un nageur
- 2002 : Blurred ; Gavin